# Burgstall (Wien)
Der Burgstall ist ein 295 Meter hoher Berg im 19. Wiener Gemeindebezirk Döbling.

## Geographie
Der Burgstall liegt im Döblinger Bezirksteil Nussdorf und grenzt an den Bezirksteil Kahlenbergerdorf. Im Norden trennt der Schablergraben den Burgstall vom Kahlenbergerdorf und vom Leopoldsberg, südöstlich liegt der Nussberg. Der nordöstliche Abhang des Burgstalls fällt steil zur Donau ab. Geologisch liegt der Berg in einem nordöstlichen Ausläufer der Ostalpen und ist der Flyschzone zugehörig, die aus Sandstein, Mergel und Tonstein zusammengesetzt ist.

## Geschichte
Der Burgstall erhielt seinen Namen im Mittelhochdeutschen, dabei wird eine Stelle bezeichnet, an der eine Burg stand oder steht. Zahlreiche Funde belegen eine frühgeschichtliche Befestigung südlich des heutigen Leopoldsberges. Heute beherbergt der Burgstall zahlreiche Weingärten in bester Lage, die sich über dem südöstlichen Abhang erstrecken. Im Norden liegt hingegen die Siedlung Jungherrnsteig, teilweise ist der Bergrücken auch bewaldet.

## Weblinks

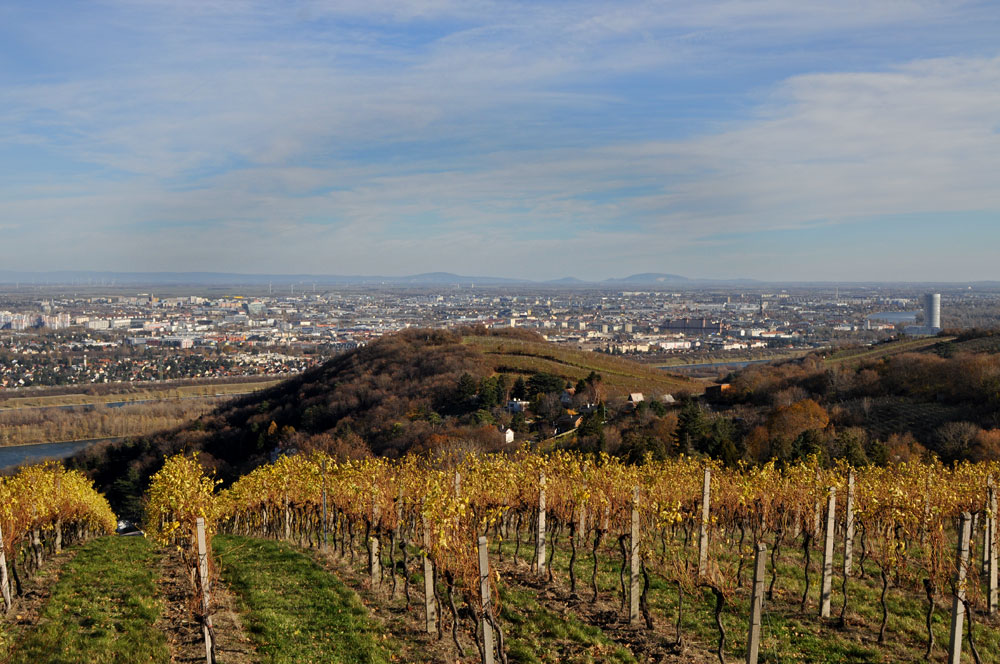
Burgstall von der Eisernen Hand aus gesehen